# ポピュラー音楽の音楽家一覧 (日本・個人)
ポピュラー音楽の音楽家一覧 (日本・個人)（ポピュラーおんがくのおんがくかいいちらん・にほん・こじん）
おもに日本で活動するポピュラー音楽の音楽家の一覧。
1. ジャズ、フュージョン、インストルメンタルをおおむね除く。
2. 童謡一般を除く。
3. アニメの主題歌を専門に歌う歌手を除く。
4. 歌手や演奏家を兼ねない、作曲家・編曲家を除く。
5. ヒップホップのミュージシャンは、以下の通り
  - 日本のヒップホップ・ミュージシャン一覧
  - 日本のヒップホップDJ一覧
  - 日本のヒップホップMC一覧

演歌歌手は以下を参照
- 演歌歌手

## あ行

### あ
- AI
- 愛内里菜
- aiko
- ACKO
- Akkin
- Akira Sunset
- 相川七瀬
- 相沢薫
- 相曽晴日
- 相田翔子
- 藍美代子
- 青木智仁
- 青木秀一
- 青木康彦
- 青木佑磨
- 青木慶則
- あがた森魚
- あきいちこ
- AKINO from bless4
- あずみけい
- 秋元薫
- 秋吉契里
- 穐吉敏子
- 明星-Akeboshi
- 浅井ひろみ
- 浅岡雄也（元FIELD OF VIEW）
- 浅川マキ
- 朝霧裕
- 浅倉大介
- 麻倉晶
- 麻倉未稀
- 浅田祐介
- ASKA（飛鳥涼）
- azumi
- ANoRA（アノーラ）中央アジアの歌手
- 阿部尚徳
- 阿部薫
- 阿部真央
- 阿部義晴
- 安部恭弘
- 安倍里葎子
- 安室奈美恵
- 天野滋
- 天野十兵衛（ハンマード・ダルシマー奏者）
- ARAKI
- AFRA（アフラ）日本でのヒューマンビートボックスの第一人者
- AMI (TENDERLAMP)
- 網倉一也
- 網本ナオノブ
- 新井大樹
- 新井弘毅
- 絢香
- 綾瀬めろ
- 鮎川誠
- 鮎川麻弥
- 新居昭乃
- 新井正人
- 荒井由実（松任谷由実）
- あらい舞
- 荒木一郎
- 荒木真樹彦
- 安良城紅
- 亜蘭知子
- 有賀啓雄
- 有坂美香
- 有近真澄
- 有山淳司
- 有村トモナリ
- ANZA
- ALLaNHiLLZ
- 安藤治彦
- 安藤秀樹
- 安藤正容
- 安藤誠之（DREAMPOLICE）
- 安藤裕子
- 杏里
- アン・ルイス
- あんべ光俊

### い
- 飯島真理
- 飯塚まもる
- 飯塚昌明
- 家入レオ
- Fuminori Ikeba
- Imoutoid
- 一色ゆかり
- 五輪真弓
- 五十嵐寿也
- 五十嵐浩晃
- 五十嵐麻利江
- Ikuo
- Ichiro (エンジニア)
- I.N.A
- 生沢佑一
- 生田敬太郎
- 池田貴族
- 池田聡
- 池田政典
- 池澤孝之
- 池森秀一
- 石井AQ
- 石井竜也
- 石川セリ
- 石井マサユキ
- 石川鷹彦
- 石川ひとみ
- 石川優子
- 石川よしひろ
- 石黒ケイ
- 石野卓球
- 石間秀機
- 石嶺聡子
- 和泉宏隆
- 泉谷しげる
- 磯崎健史
- 市川喜康
- 板倉文
- 伊秩弘将
- 伊豆田洋之
- 伊勢正三
- 伊丹哲也
- 伊藤銀次
- 伊藤賢一
- 伊藤賢
- 伊藤俊吾
- いとうたかお
- 伊東たけし
- 伊藤敏博
- 伊藤美奈子
- 伊藤君子
- 伊藤由奈
- 稲垣潤一
- 因幡晃
- 稲葉喜美子
- 稲葉浩志（B'z）
- いなむら一志
- 井出泰彰
- 井上鑑
- 井上昌己
- 井上苑子
- 井上大輔（井上忠夫）
- 井上尭之
- 井上睦都実
- 井上陽水
- 井上俊次
- 井上裕治
- YVE（根食真実）
- 今井麻起子
- 今井絵理子
- 今井美樹
- 今井裕
- 今井優子
- いまなりあきよし
- 忌野清志郎
- IRIA
- イルカ
- 岩井宏
- 岩井勇一郎
- 岩沢厚治
- 岩崎愛
- 岩崎宏美
- 岩田麻里
- 岩渕まこと
- Infinix

### う
- UA
- 植木等
- 植村花菜
- 植田芳暁
- 魚海洋司
- The Water Of Life（ザ・ウォーター・オブ・ライフ）
- 上杉昇
- 上田知華
- 上田浩恵
- 上田正樹
- 上田まり
- 上野まな
- 上野圭市
- 上原多香子
- 上原ひろみ
- 笛吹利明
- 宇佐元恭一
- 宇崎竜童
- 宇多田ヒカル
- 詩子
- 内池秀和
- 宇宙まお
- 宇都宮隆
- 宇都美慶子
- 宇乃かつを
- 内海利勝
- 内海みゆき
- 内田裕也
- 宇徳敬子
- 宇乃かつを
- 梅垣達志
- 産屋敷光孝

### え
- AIR
- A-STEP
- 江草啓介
- 江口信夫
- Na.
- エディ藩
- esq
- EPO（エポ）
- MCU
- 絵夢
- ELIKA
- エルザ
- 遠藤賢司
- 遠藤響子（遠藤京子）
- 遠藤ミチロウ
- 遠藤遼一

### お
- 及川恒平
- 及川光博
- 大内義昭
- 大江慎也
- 大江千里
- 大上留利子
- 大久保一久
- 大黒摩季
- 大沢誉志幸
- 大須賀ひでき
- 大沢伸一
- 大島こうすけ
- 大島ミチル
- 大瀧詠一（大滝詠一）
- 太田裕美
- 大田紳一郎
- 大藪拓
- 大塚愛
- 大塚純子（大塚ジュンコ）
- 大塚博堂
- 大塚まさじ
- 大槻ケンヂ
- 大友裕子
- 大貫妙子
- 大野克夫
- 大野方栄
- 大橋純子
- 大原櫻子
- オオヤギヒロオ
- 奥華子
- 奥井亜紀
- 奥居香→岸谷香
- 奥井雅美
- 奥田民生
- 奥田みわ
- 奥慶一
- 奥華子
- 奥田民生
- 奥村チヨ
- 岡嶋かな多
- 岡崎倫典
- 岡田徹
- 岡崎友紀（YUKI）
- 岡野昭仁
- 岡林信康
- 岡部東子
- 岡村孝子
- 岡村靖幸
- 岡本一生
- 岡本正
- 岡本仁志
- 岡本真夜
- 岡安由美子
- 尾崎亜美
- 尾崎和行
- 尾崎紀世彦
- 尾崎豊
- 尾崎世界観
- 尾関祐司
- 尾高千恵
- 押尾コータロー
- 織田哲郎
- 越智千恵子
- 鬼束ちひろ
- おぼたけし
- 小川博史
- 小川美潮
- 小川美由希
- 小椋佳
- 小倉良
- 小沢健二
- 小澤正澄
- 小田育宏
- 小田和正
- 小田裕一郎
- 小田陽子
- 小田原豊
- 小野正利
- 小野リサ
- 小原慶子
- 小原初美
- 小原礼
- 小山卓治
- 小谷美紗子
- 小畑隆彦
- 小畑由香里
- 小山田圭吾

## か行

### か
- 甲斐よしひろ
- カダムジャパン
- KABUKI
- 加川良
- KAMIJO
- カメレ音楽隊
- かわいえいじ
- Gackt
- 蛎崎弘
- 柿原朱美
- 影山ヒロノブ
- 加古隆
- 笠木透
- 笠井紀美子
- 風見律子
- カジヒデキ
- 梶浦由記
- かしぶち哲郎
- 片桐麻美
- 片平里菜
- 片山さゆり
- 勝誠二
- 勝木ゆかり
- 葛城哲哉
- 葛城ユキ
- 門あさ美
- 加藤和樹
- 加藤和彦
- 加藤登紀子
- 加藤知典
- 加藤久仁彦（狩人・兄）
- 加藤高道（狩人・弟）
- 加藤ひさし（THE COLLECTORS）
- 加藤ミリヤ
- かとうれい子
- 角松敏生
- 柏森進
- 柏木広樹
- 加奈崎芳太郎
- 金沢栄東
- 金森幸介
- 金山一彦
- 金子麻美
- 金子晴美
- 金子マリ
- 金子美香
- 金延幸子
- かの香織
- 加橋かつみ
- 華原朋美
- カヒミ・カリィ
- 加部正義（ルイズルイス・加部）
- 鎌田ひろゆき
- 鎌田雅人
- かまやつひろし（ムッシュかまやつ）
- 上木彩矢
- 上條恒彦
- 神園さやか
- 亀井登志夫
- 鴨宮諒
- 嘉門雄三
- 嘉門達夫
- 加山雄三
- KAYOCO
- 辛島美登里
- 辛島文雄
- カルメン・マキ
- 河合夕子
- 河内淳一
- 河合夕子
- 河井純一
- 河口恭吾
- 河村通夫
- 河島英五
- 河村隆一
- 川崎里実
- 川上進一郎
- 川上テルヒサ
- 川上未映子
- 川口雅代
- 川口大輔
- 川井郁子
- 川島だりあ（川島みき）
- 川嶋あい
- 川村かおり
- 川村康一
- 川村ゆうこ
- 川村結花
- 川本真琴
- KAN

### き
- Quinka, with a Yawn
- きゃりーぱみゅぱみゅ
- 岸正之
- 岸利至
- 岸洋子
- 岸田敏志（岸田智史）
- 岸谷香（奥居香）
- 岸本早未
- 来生たかお
- キタキマユ
- 喜納昌吉
- 喜多嶋修
- 北川悠仁
- 北園みなみ
- 北川晴美
- 北島健二
- 北詰友樹
- 北炭生
- 北山修
- 北出菜奈
- 北原愛子
- 吉川晃司
- 橘高文彦
- 鬼頭径五
- 木嶋浩史
- 木戸やすひろ
- 木田高介
- 木根尚登
- 木田高介
- 木根尚登
- 木原龍太郎
- 木村万作
- 木之内みどり
- 木村カエラ
- 木村岳
- 木村恵子
- 木村由姫
- 木村佳乃
- KAT
- Candy
- 京田未歩
- 君の云う通り
- 清貴
- 清春
- 京本政樹
- 桐島かれん
- 錦城薫

### く
- 具島直子
- 楠木恭介
- 楠瀬誠志郎
- 工藤順子
- 工藤静香
- 国安修二
- 国安わたる
- 久保こーじ
- 久宝留理子
- 久保田早紀
- 久保田利伸
- 久保田光太郎
- 窪田晴男
- 久保田真琴（久保田麻琴）
- 熊谷幸子
- 久米大作
- 倉木麻衣
- 倉橋ヨエコ
- 倉橋ルイ子（倉橋ルイ華）
- 栗林誠一郎
- 栗原寿
- 栗本修
- 車谷啓介
- クリスタル・ケイ (Crystal Kay)
- 区麗情
- KREVA
- 黒住憲五
- 黒木マリナ
- 黒木メイサ
- 黒坂正文
- 黒沢健一
- 黒田俊介
- 黒田倫弘
- 桑江知子
- 桑田佳祐
- 桑田りん
- 桑名晴子
- 桑名正博
- GUCCHO

### け
- K
- K. JUNO
- ケラ
- Ken
- ケン・イシイ
- Keishi
- Keishi Tanaka
- けけ (ヶ´∀｀)

### こ
- 神津裕之
- 郷ひろみ
- 甲本ヒロト
- KOKIA
- 古賀森男
- コシミハル
- 越路吹雪
- 五島良子
- Cocco
- 後藤次利
- 後藤康二
- 後藤正文
- 駒沢裕城
- 小泉まさみ
- 小泉今日子
- 小泉享亮
- 小柴大造
- 小坂明子
- 小坂恭子
- 小坂忠
- 小島麻由美
- 小西康陽
- CORNELIUS（小山田圭吾）
- 小林明子
- 小林麻美
- 小林啓子
- 小林健
- 小林透
- 小比類巻かほる
- 小松康伸
- 小松未歩
- 小室哲哉（TM NETWORKおよびglobeのメンバー、ソロ歌手としても活動あり）
- 小室等
- 小室みつ子
- 小茂田理絵
- 小森田実
- 古谷野とも子
- 小山水城
- 小柳ゆき
- 小山ルミ
- 小島和也
- 小橋琢人
- 小渕健太郎
- KONTA
- Ghoma
- Kon-K

## さ行

### さ
- 坂井泉水（ZARD）
- 境長生
- 坂本龍一
- 坂口良治
- 坂本洋
- 坂庭省悟
- 阪本奨悟
- 西城秀樹
- 財津和夫
- 斎藤ノヴ
- 斉藤英夫
- 斉藤光浩
- 斎藤有太
- 斉藤和義
- 斉藤さおり
- 斉藤恒芳
- 斉藤哲夫
- 斎藤誠
- 斉藤美和子
- 酒井法子
- 彩恵津子
- 崎谷健次郎
- サエキけんぞう
- サカモト教授
- 榊いずみ
- 榊原大
- 榊原まさとし
- 崎山蒼志
- The guitar plus me
- さだまさし
- SASA (ミュージシャン)
- 笹川修宏
- 笹川美和
- 笹野みちる
- 皐月
- Satellite Young
- 佐田玲子
- 佐井好子
- 佐久間正英
- 佐木伸誘
- 佐久間正英
- 桜井和寿（Mr.Children）
- 桜井青
- 佐々木功
- 佐々木好
- 佐々木幸男
- さとうあき子
- さとう宗幸
- 佐藤公彦（ケメ）
- 佐藤泰将
- 佐藤隆
- 佐藤竹善
- 佐藤奈々子
- 佐藤博
- 佐藤光政
- 佐藤生朗
- 佐藤龍一
- 佐渡山豊
- さねよしいさ子
- 佐野元春
- 佐橋佳幸
- Sammy
- Salyu（サリュウ）
- 沢田聖子
- 沢田知可子
- 沢田研二
- 沢知恵
- 澤向要進（沢向要士）
- 三枝夕夏（三枝夕夏 IN db）
- サンズオアクラウド
- Sundayカミデ

### し
- 椎名恵
- 椎名林檎
- C.G mix
- Ceiling Touch
- SION
- shela（シェラ）
- シライシ紗トリ
- Shin
- Shin-Imayama
- 神野貴志
- 実川俊
- 滴草由実
- 篠塚満由美
- 篠原太郎
- 篠原ともえ
- 篠原美也子
- シバ（三橋誠、三橋乙耶）
- 柴田直人
- 柴田恭兵
- しばたはつみ
- 柴田淳
- 柴咲コウ
- 柴崎浩
- 渋谷龍太
- ZEEBRA（ジブラ）
- 島谷ひとみ
- 島英二
- 清水宏次朗
- 清水仁
- 清水弘貴
- 下畑良介
- 下田逸郎
- 下成佐登子
- SHY
- Jamzvillage
- Show now gone
- Jag山本
- 淳士
- JOE
- 障子久美
- 庄野真代
- ジョー山中
- 城之内早苗
- 城ノ内ミサ
- ジョニー大倉
- ジョニー吉長
- 白井貴子
- 白井良明
- 白鳥英美子
- 白浜久
- シリア・ポール
- JIRO
- 新谷のり子
- CINDY
- 新堂敦士
- 新屋豊
- 新藤晴一
- 陣内孝則
- 陣内大蔵

### す
- スガシカオ
- スカート (バンド)
- 菅崎茜
- 菅原進
- すがはらやすのり
- 杉真理
- 杉田二郎
- 杉村尚美
- 杉本真人
- 杉本戦車
- 杉山清貴
- 鈴木亜美
- すずき一平
- 鈴木聖美
- 鈴木慶一
- 鈴木賢司
- 鈴木彩子（SAICO）
- 鈴木さえ子
- 鈴木茂
- 鈴木祥子
- 鈴木トオル
- 鈴木秀幸
- 鈴木ヒロミツ（鈴木ひろみつ）
- 鈴木雅之
- 鈴木康博
- 鈴木雄大
- 鈴木結女
- 鈴木哲彦
- 鈴華ゆう子
- 陶山隼
- SUNAO
- Snail's House
- スネオヘアー
- 須田景凪
- 須藤賢一
- 須藤薫
- 須藤まゆみ（須藤麻友美）
- 須藤満
- 砂原良徳

### せ
- 関将
- 関口和之
- 関口誠人
- 関島秀樹
- 世良公則
- 仙波清彦
- 瀬尾一三

### そ
- 惣領智子
- 惣領康則
- Sowelu（ソエル）
- ソニン
- 園田健太郎
- ダビ・ソラネス

## た行

### た
- 平義隆
- 高岡亜衣
- 高岡美智子
- 高井淳
- 高瀬一矢
- 高尾のぞみ
- 高木洋一郎
- 高木麻早
- 高杉さと美
- 高田漣
- 高田真樹子
- 高田渡
- 高中正義
- 高石ともや
- 高梨めぐみ
- 高浪敬太郎
- 高野寛
- 高橋鮎生
- 高橋貴代子
- 高橋研
- 高橋拓也 (シンガーソングライター)
- 高橋徹也
- 高橋教之
- 髙橋真梨子
- 高橋瞳
- 高橋優
- 高橋幸宏
- 高見沢俊彦
- 高村亜留
- 高山厳
- 滝ともはる
- 貴水博之
- TAKUYA（ROBOTS）
- TAKURO
- TATOO
- 竹井詩織里
- 竹村延和
- 竹内まりや
- 竹内めぐみ
- タケカワユキヒデ
- 武田鉄矢
- 橘いずみ（榊いずみ）
- 橘慶太（w-inds.）
- 立花ハジメ
- たちはらるい（立原累）
- Tatsh
- 田中一郎
- 田中昌之
- 田中義剛
- 田中豊雪
- 田中明仁
- 田中拡邦
- 田中義人
- 田村直美
- 田川伸治
- 田原音彦
- 田澤孝介
- 田島貴男
- 田村重治
- 田山雅充
- 谷村新司
- 谷村有美
- 谷山浩子
- 谷啓
- 谷康一
- 種ともこ
- 瀧田イサム
- 宅見将典
- DOUBLE
- DAIGO
- Tama
- Taka (ONE OK ROCKのメンバー)
- 玉井健二
- 玉置浩二
- 玉置成実
- TARAKO
- ダンス☆マン
- 丹野義昭
- 多和田えみ

### ち
- 近田春夫
- 知名定男
- 茅原実里
- Char（CHAR、竹中尚人）
- chay
- CHAGE
- CHiYO
- CHARA（チャラ）
- Chelkyo
- CHOKKAKU
- 茶木みやこ
- 宙也
- ちわきまゆみ
- 千綿偉功
- チープ広石
- 千葉"naotyu-"直樹

### つ
- つじあやの
- 辻仁成
- 土屋アンナ
- 土屋昌巳
- 堤智恵子
- つのだ☆ひろ
- つボイノリオ
- 坪倉唯子
- 坪田直子
- 露崎春女（Lyrico）
- つんく♂

### て
- This Time ディスタイム
- デーモン閣下（元聖飢魔II）
- テイトウワ
- T.M.Revolution
- 手仕事屋きち兵衛
- TETSUYA
- てにをは
- 寺田恵子
- 寺田十三夫
- TERU
- T-kimura
- DJ ARTS a.k.a ALL BACK
- DJケミカル
- TeddyLoid
- 輝門

### と
- 堂島孝平
- 堂本光一（DOMOTO）
- 堂本剛（DOMOTO）
- 遠山修平（SHUHEI）
- 当山ひとみ
- TOKYO喫茶
- 外山道子
- 戸川京子
- 戸川純
- 土岐麻子
- TOKMA
- Toshl
- Tom-H@ck
- TONE (作詞家)
- 徳永英明
- 徳永暁人
- 徳留祐太
- トータス松本
- 所ジョージ
- 刀根麻理子
- 土橋安騎夫
- とみたゆう子
- とみたいちろう
- 友川かずき
- 友部正人
- ヤン富田
- 冨田勲
- 冨田恵一
- 豊島たづみ
- 豊島由佳梨
- 豊田勇造
- Tommy february6（トミー・フェブラリー）The brilliant greenボーカルの川瀬智子
- 得能律郎
- 鳥塚しげき

## な行

### な
- NAOTO
- NakamuraEmi
- NAMI
- NARASAKI
- ナオト・インティライミ
- 仲井戸麗市（チャボ）
- 永井龍雲
- 永井ルイ
- 永井洋
- 永井龍雲
- 永井真人
- 永井真理子
- 永田真代
- 永野桃子（ESIE）
- 長尾大
- 長瀬実夕
- 長島ナオト
- 長野たかし
- 長井一郎
- 長渕剛
- 中川イサト
- 中川五郎
- 中川勝彦
- 中川翔子
- 中崎英也
- 中里あき子
- 中沢厚子
- 中沢堅司
- 中田ヤスタカ
- 中坪淳彦
- 中島光一
- 中島美嘉
- 中島ちあき
- 中島みゆき
- 中西圭三
- 中西保志
- 中西俊博
- 中原めいこ
- 中原理恵
- 中牟田俊男
- 中村あゆみ
- 中村きんたろう
- 中村一義
- 中村中
- 中村八大
- 中村由利
- 中村タイチ
- 中村正人
- 中森明菜
- 中山美穂
- 中山ラビ
- なかやまて由希
- なぎら健壱
- 南壽あさ子
- なすじん
- 夏川りみ
- 七尾旅人
- 成瀬英樹
- 難波弘之

### に
- 二名敦子
- 西中島きなこ
- 西司
- 西野カナ
- 西岡恭蔵
- 西岡たかし
- 西川貴教
- 西郡よう子
- 西島三重子
- 西島大介
- 西脇唯
- 西洋平
- 西川進
- 西寺郷太
- 西村dUNK大介
- 西村麻聡
- 西崎ゴウシ伝説
- 新田一郎
- 新津健二

### ぬ
- 布谷文夫

### ね
- NEO TRA-VEL

### の
- 野口薫
- 野口五郎
- 野崎真助
- 野崎森男
- 野田幹子
- 野宮真貴
- 野見山正貴
- 野田淳子
- NOKKO
- 則竹裕之
- 野田洋次郎
- 野中“まさ”雄一

## は行

### は
- bird
- HYDE
- HASAN
- 拝郷メイコ
- 葉加瀬太郎
- 萩原健一
- 白竜
- はしだのりひこ（端田宣彦）
- 橋本一子
- 橋本由香利
- 長谷川きよし
- 長谷川浩二
- 長谷川真奈
- 長谷川都
- 長谷川白紙
- 長谷部徹
- 元ちとせ
- 秦基博
- 畠山美由紀
- 八田雅弘
- 八反安未果
- 羽根田征子（伊藤征子）
- バーブ佐竹
- 服部名々子
- 葉菜子
- 葉山拓亮
- 浜田ピエール裕介
- 浜崎あゆみ
- 浜田金吾（濱田金吾）
- 浜田省吾
- 浜田麻里
- 濱田理恵
- 早川義夫
- 早瀬優香子
- 早川大地
- 林明日香
- 林哲司
- 林佳樹
- 林田健司
- 林部直樹
- 原久美子
- 原大輔
- 原マスミ
- 原みどり
- 原由子
- 原田真二
- 原田知世
- 原田芳雄
- 春畑道哉
- 伴都美子
- ばんばひろふみ
- パンタ（中村治雄）

### ひ
- ピース
- 日浦孝則
- ピエール瀧
- 光収容 (音楽家)
- ひぐちしょうこ
- ひがしのひとし
- 樋口了一
- Picorin
- 久石譲
- HISASHI
- ビッケブランカ
- 日詰昭一郎
- hide
- 一青窈
- HITOE
- hitomi
- 日永沙絵子
- 日之内エミ
- 日向敏文
- ひのきしんじ
- 氷室京介
- 姫乃樹リカ
- 比屋定篤子
- 平沢進
- 平井堅
- 平原綾香
- 平松愛理
- 平松悟
- hiro
- 広瀬香美
- ヒロネちゃん
- 広谷順子

### ふ
- Fayray（フェイレイ）
- 深野義和
- 深町純
- ブギー太三
- 福富雅之
- 福岡ユタカ
- 福沢恵介
- 福島邦子
- 福田重男
- 福山雅治
- 藤井フミヤ
- 藤井麻輝
- 藤岡洋
- 藤本健一
- 藤本敦夫
- ふじろう
- 藤原さくら
- 藤原岬
- 藤原基央（BUMP OF CHICKEN）
- 藤井謙二
- 藤井尚之
- 藤澤有沙
- 布施明
- 古内東子
- 古川豪
- 古川貴浩
- 古川本舗
- 古村敏比古
- 舩江修
- Fuyu

### へ
- 平家みちよ（充代）
- ペリ・ウブ

### ほ
- BoA
- BORO
- Hotaru
- PostWindケンタ
- 星村麻衣
- 細坪基佳
- 細野晴臣
- 布袋寅泰
- BONNIE PINK（ボニーピンク）
- 堀田陽一
- 堀内孝雄
- 堀江淳
- 堀川まゆみ（MAYUMI）
- 堀口ノア
- 堀澤麻衣子
- 堀下さゆり
- ホリエアツシ
- 本城未沙子
- 本田恭章
- 本田路津子
- 本田雅人
- 本田美奈子.
- 本田理沙
- 本田光史郎
- 本間哲子
- 本間昭光

## ま行

### ま
- マイク真木
- まりなす（仮）
- myco（myco~CML）
- 前田亘輝
- 前田敦子
- 前田遊野
- MAKI
- Mass Alert
- 巻上公一
- 槇原敬之
- 真人大樹
- 真崎修
- MASAYA
- 舛岡圭司
- マシコタツロウ（増子達郎）
- マチゲリータ
- 増田俊郎
- 町田康
- 町田義人
- 松たか子
- 松浦雅也
- 松尾一彦
- 松尾清憲
- 松岡計井子
- 松岡英明
- 松岡充
- 松岡基樹
- 松崎しげる
- まつざき幸介
- 松崎英樹
- 松下里美
- 松下誠
- 松田純一
- 松田貴志
- 松田幸一
- 松田聖子
- 松田博幸
- 松任谷由実
- 松永夏代子
- 松野こうき
- 松原みき
- 松藤英男
- 松本孝弘
- 松本英子
- 松本俊明
- 松本隆
- 松山千春
- 松井洋平
- 松隈ケンタ
- 円広志
- 黛敏郎
- Marie
- 真璃子
- 丸山圭子
- 丸山みゆき
- 馬渡松子
- Monday満ちる（秋吉満ちる）
- masumi
- MAMALAID RAG

### み
- ミト (クラムボンのメンバー)
- 三浦和人（三浦雄也）
- 三浦久
- 三柴理
- 三上寛
- 三好鉄生
- 三橋美智也
- 未映子
- MISIA
- Miz（ミズ）
- Miss Monday（ミス・マンデイ）
- MINMI（ミンミ）
- misono
- miwa
- 水樹奈々
- 水越けいこ
- 水谷紹
- 水野良樹
- 美空ひばり
- 美輪明宏美勇士
- 見岳章
- 光永亮太
- 南こうせつ
- 南翔子
- 南正人
- 南佳孝
- みなみらんぼう
- 峯田和伸
- 美野春樹
- みのや雅彦（蓑谷雅彦）
- 皆川真人
- 宮里ひろし
- 宮手健雄
- 宮原芽映
- 宮原学
- 宮前ユキ
- 宮川愛
- 宮崎隆睦
- 宮澤篤司
- 宮井英俊
- 宮田繁男

### む
- 宗本康兵
- 村井麻里子
- 村上啓介
- 村上由香
- 村上律
- 村下孝蔵
- 村田和人
- むらなが吟
- 村松邦男
- 村山☆潤

### め
- Melody.
- メガマサヒデ
- mekakushe（メカクシー）

### も
- 望月衛介
- 森岡賢
- 森丘祥子
- 森川美穂
- 森園勝敏
- 森田公一
- 森田童子
- 森田メロン
- 森高千里
- 森山達也
- 森山良子
- 森山直太朗
- 諸口あきら
- もんたよしのり（門田頼命）

- モモイヒトミ
- 百瀬巡

## や行

### や
- 矢井田瞳
- 矢尾一樹
- 矢野絢子
- 矢野顕子
- 矢野誠 (ミュージシャン)
- 矢沢永吉
- 矢沢透
- 谷神領二
- 八神純子
- 八木啓代
- 八木沼悟志
- 薬師丸ひろ子
- やしきたかじん
- YASS
- 泰葉
- 柳ジョージ
- 柳原陽一郎
- 安田南
- 安田信二
- 弥生
- やまがたすみこ
- 山根星子
- 山木康世
- 山口岩男
- 山口美央子
- 山口由子
- 山口百恵
- 山崎まさよし
- 山崎ハコ
- 山下久美子
- 山下達郎
- 山下穂尊
- 山下智久（NEWS）
- 山下洋輔
- 山田恭子（旧：藤本恭子）
- 山田つぐと（山田パンダ）
- 山田直毅
- 山梨鐐平
- 山根麻衣
- 山根康広
- 山平和彦
- 山本寛太郎
- 山本圭右
- 山本隆二
- 山本コウタロー
- 山本潤子
- 山本翔
- 山本達彦
- 山本はるきち
- 山本英美
- 山本正之
- 山本光男
- 山森大輔 (ミュージシャン)
- 山本唯太

### ゆ
- 遊佐未森
- YUKI（ユキ）
- YUI（ユイ）
- yukihiro
- ユンナ
- 遊助
- Yu-yu

### よ
- ミッキー吉野
- 横井久美子
- 横須賀ゆめな
- 横山輝一
- 横山みゆき
- 吉井和哉
- 吉岡しげ美
- 吉岡忍
- 吉岡秀隆
- YOSHIKA
- YOSHIKI
- 吉澤嘉代子
- 吉田拓郎
- 吉田美奈子
- 吉田美和
- よしだよしこ
- 吉野千代乃
- 芳野藤丸
- 四角佳子
- 米川英之
- 米倉利紀
- 米津玄師
- 米光美保
- 与野
- より子。
- 吉田ゐさお
- 40mP

## ら行

### ら
- RAJIE（ラジ）
- RIKA
- Larval Stage Planning
- Last Note.

### り
- 龍（佐藤龍一）
- RIKKI
- LISA
- Ricky
- りりィ（鎌田小恵子）
- Rie fu

### る
- Luna

### れ
- れい
- 令多映子
- RAYJI
- れいち
- レイ・ハラカミ
- 麗奈
- 麗美

### ろ
- ROLLY
- ROZE
- エリック・ロドリゲス

## わ行

### わ
- 和田アキ子
- 和田加奈子
- 渡辺直樹
- 渡辺勝
- 渡辺真知子
- 渡辺美里
- 渡辺香津美
- 渡辺貞夫
- 渡邊達徳
- 渡辺格 (ミュージシャン)
- 渡部真也

## 参照
- ミュージシャン一覧
  - ポピュラー音楽の音楽家一覧 (日本・グループ)
  - ポピュラー音楽の音楽家一覧 (個人)
  - ポピュラー音楽の音楽家一覧 (グループ)